# Södra göl (Älghults socken, Småland)
Södra göl är en sjö i Uppvidinge kommun i Småland och ingår i Alsteråns huvudavrinningsområde.